# Dennis Muilenburg
Dennis Muilenburg, né en 1964, est un homme d'affaires et chef d'entreprise américain, président directeur général de Boeing de 2015 à 2019. 

## Biographie

### Formation
Dennis Muilenburg est titulaire d'un bachelor  en génie aérospatial de la Iowa State University. Il est aussi diplômé d'une maîtrise en aéronautique et d'astronautique de l'Université de Washington.

### Carrière
[à développer]
En 1985, Dennis Muilenburg entre chez Boeing comme stagiaire avant d'en gravir tous les échelons pendant 30 ans. Dennis Muilenburg a notamment travaillé sur le projet d'avion supersonique "High Speed Civil Transport". Il travaille également au programme Joint strike fighter en qualité de directeur des systèmes d'armement. En 2009, il remplace James F. Albaugh au poste de directeur de la division des systèmes militaires. Il est à la tête de l'armement quand Boeing dévoile le drone de combat furtif Phantom Ray.
En 2013, Dennis Muilenburg est nommé Président-directeur des opérations de Boeing (President & Chief Operating Officer). Il est nommé président directeur général du Groupe fin juin 2015 et prend ses nouvelles fonctions le 1er juillet 2015,. Le 23 décembre 2019, en pleine crise après les accidents successifs de Boeing 737 MAX ayant causé la mort de 346 passagers à la suite de dysfonctionnements internes, il est limogé par le conseil d'administration et remplacé par Dave Calhoun, ancien cadre dirigeant de General Electric.